# Babice (stacja kolejowa)
Babice – nieczynna wąskotorowa stacja kolejowa w Babicach zlokalizowana w kilometrze 58,1 linii kolejowej Bytom Karb Wąskotorowy - Markowice Raciborskie Wąskotorowe. Stacja została otwarta w 1902 roku. Od powstania do roku 1945 stacja ta była elementem kolei Gliwice Trynek - Rudy - Racibórz, a w roku 1945, wraz z całą tą koleją, została włączona w struktury Górnośląskich Kolei Wąskotorowych. Ostatni pociąg pasażerski odjechał ze stacji w roku 1966 natomiast ruch towarowy ustał na przełomie lat osiemdziesiątych i dziewięćdziesiątych XX wieku. W 1945 roku żołnierze radzieccy podpalili budynek stacji, którego już później nie odbudowano. Ponadto rozebrano również tory kolejowe, które odbudowano dopiero po kilku latach.